# Teorie omezení
Teorie omezení předpokládá, že jakýkoli proces probíhá tak, jak mu určují jeho omezení. Pokud jsme schopni najít omezení, kterých je jen několik, často jen jedno, dokážeme proces řídit působením na tato omezení.
Důkaz platnosti teorie omezení sporem: Pokud by nic nebránilo systému v jeho fungování, dosahoval by nekonečně vysokého výkonu (cíle) v nekonečně krátkém čase. Omezení systému tedy vždy existují.
Pracovat se systémem podle teorie omezení znamená postupovat v těchto krocích:
1. Najděte omezení.
2. Zjistěte, co omezení ovlivňuje a jak je možné ho řídit.
3. Přizpůsobte okolí omezení tak, aby mohlo podávat nejvyšší výkon.
4. Upravte omezení tak, aby zvýšilo výkon celého systému.
5. Pozor! Jestliže se omezení přesune jinam, musíte začít od bodu 1.

Aplikace těchto kroků propracoval Eliyahu M. Goldratt pro řízení výroby a řízení projektů. Projektové řízení kritickým řetězem (CCPM, Critical chain project management) je metoda plánování a řízení projektů, která klade důraz na zdroje (lidé, vybavení, fyzický prostor) potřebné k realizaci projektových úkolů.
Postupy podle teorie omezení využívají sociologové pro studium a řízení mezilidských vztahů, lidé zabývající se přírodními ději a řada dalších oborů. Teorii omezení může využít každý pro svůj individuální rozvoj.